# Conclave de 1724
O Conclave de 1724 foi convocado com a morte do Papa Inocêncio XIII. Começou em 20 de março de 1724 e terminou em 28 de maio daquele ano com a eleição de Vincenzo Maria Orsini, um frade dominicano, como Papa Bento XIII. O conclave era constituído basicamente pelos mesmos eleitores que elegeram Inocente em 1721 e as mesmas facções o dominaram. Várias tentativas foram feitas para eleger candidatos que seriam aceitáveis pelas várias monarquias católicas da época, mas nenhuma teve sucesso até maio. Bento resistiu à própria eleição por dois dias antes de ser convencido a aceitá-la.

## Segundo plano
O conclave que elegeu Papa Inocêncio XIII em 1721 foi dominado por cardeais nomeados por Clemente XI, que havia sido Papa por 21 anos e nomeado mais de 70 cardeais durante esse período. O conclave que elegeu Inocente foi marcado por uma nova aliança entre os cardeais franceses e espanhóis devido a uma mudança na dinastia espanhola após a Guerra da Sucessão Espanhola que resultou em Filipe V, um Bourbon e neto de Luís XIV de França, ascendendo ao que anteriormente era um trono dos Habsburgos . Inocente foi eleito por unanimidade com a perspectiva de que ele pudesse cooperar com a Bourbon France e com o Sacro Imperador Romano do Hapbsurg. Inocente estava com problemas de saúde no ano anterior à sua morte, em 7 de março de 1724, e os preparativos para o conclave eleger seu sucessor começaram antes de sua morte.

## Conclave
Durante seu pontificado, Inocêncio XIII havia criado apenas três novos cardeais. Quando ele morreu, a composição do Colégio dos Cardeais e suas facções eram semelhantes à que o elegera. O conclave começou em 20 de março de 1724 com a presença de apenas 33 cardeais eleitores, mas eventualmente 53 cardeais totais participaram da eleição.
No início do conclave, os eleitores da facção zelanti tentaram eleger Giuseppe Renato Imperiali, mas isso não foi possível devido à sua impopularidade com a França e a Espanha. Após essa tentativa, os cardeais representando os Bourbons insistiram em que nenhuma tentativa séria de eleger um novo papa fosse realizada até que todos os cardeais que viajassem tivessem chegado e até que os eleitores tivessem recebido instruções de vários monarcas católicos.
Annibale Albani, irmão de Clemente XI, tentou eleger Fabrizio Paolucci como papa, tendo-o apoiado anteriormente em 1721. O imperador dos Habsburgo, Carlos VI, se opôs a Paolucci por ser solidário com os Bourbons, e chegou um veto papal de Carlos. de Viena antes de Paolucci ser eleito. Vários eleitores continuaram votando em Paolucci depois que ele foi excluído em protesto ao veto. Representantes da Inglaterra tentaram influenciar o conclave, a fim de reduzir as honras que haviam sido dadas em Roma aos membros da Casa de Stuart, mas sua influência foi limitada porque Giulio Alberoni, que concordaram em ajudá-los, não tiveram influência significativa no conclave.
Carlos VI instruiu seu representante na corte papal Maximilian Ulrich von Kaunitz a trabalhar em estreita colaboração com Álvaro Cienfuegos para eleger um candidato que ele favorecia. As instruções de Cuenfuego eram que os cardeais Pamfili, Vallemani, Spada, Piazza, Corradini, Caracciolo, Tanara, Orsini, Ruffo, Colonna, Davia, Boncompagni, Pico e Pignatelli seriam aceitáveis para o imperador e que os cardeais Paolucci, Olivieri, Bussi, Sagripanti e Origo deveriam ser excluídos.
Cienfuegos liderou eleitores que faziam parte do partido imperial na tentativa de eleger Giulio Piazza.  Piazza foi quase eleita em 13 de maio, mas teve quatro votos. Os eleitores estavam confiantes de que seriam capazes de elegê-lo, porque mais cardeais estavam chegando para participar do conclave, e tornou-se público em Roma que Piazza provavelmente seria o novo papa. Albani não apoiou isso, porque ele não participou das negociações, apesar de ter sido o eleitor original para sugerir Piazza, e prejudicou sua eleição propondo Vincenzo Orsini como candidato alternativo. 

## Eleição de Bento XIII

Brasão de Armas do Papa Bento XIII.

Em 28 de maio, o conclave elegeu Orsini como papa por unanimidade. Ele não era visto como um candidato sério em conclaves anteriores porque não possuía experiência política. Orsini tinha 75 anos na época e os cardeais levaram dois dias para convencê-lo a aceitar sua eleição. Ele foi gravado por ter passado a noite anterior à sua eleição sem dormir e em lágrimas. Mesmo quando os cardeais o levaram à Capela Sistina para a votação formal para elegê-lo papa depois de convencidos de que ele aceitaria, ele ainda não estava disposto a aceitar sua própria eleição. Por fim, ele só aceitou depois de ter sido convencido por Agostino Pipia, o Mestre-geral da Ordem dos Pregadores, da qual ele era membro. Ao aceitar sua eleição, ele tentou tomar o nome de Bento XIV, que teria reconhecido Antipapa Bento XIII, o último Papa de Avignon durante o cisma ocidental. Os advogados da Cúria Romana finalmente convenceram Orisini a tomar o nome de Bento XIII.
A eleição de Orisini foi notável na época porque era incomum os cardeais elegerem frades, uma vez que eles eram vistos por alguns como muito rígidos. Membros de ordens religiosas da época eram frequentemente respeitados pelos cardeais, mas raramente eleitos, com Bento XIII sendo apenas o quarto desde o Concílio de Trento. Ao contrário dos outros mendigos eleitos para o papado nesse período, ele era de nascimento nobre, sendo o filho mais velho do duque de Gravina , mas havia perdido seus direitos ao título de seu pai para entrar nos dominicanos.

## Cardeais Eleitores
| Concistoro                     | 1724 |
| ------------------------------ | ---- |
| Fevereiro 1672                 | 1    |
| Maio 1675                      | 1    |
| Consistórios de Clemente X     | 2    |
| Setembro 1681                  | 1    |
| Consistórios de Inocêncio XI   | 1    |
| Novembro 1689                  | 1    |
| Fevereiro 1690                 | 2    |
| Novembro 1690                  | 2    |
| Consistórios de Alexandre VIII | 5    |
| Dezembro 1695                  | 3    |
| Julho 1697                     | 1    |
| Junho 1700                     | 1    |
| Consistórios de Inocêncio XII  | 5    |
| Dezembro 1703                  | 1    |
| Maio 1706                      | 11   |
| Abril 1709                     | 1    |
| Dezembro 1711                  | 1    |
| Maio 1712                      | 13   |
| Janeiro 1713                   | 1    |
| Maio 1713                      | 1    |
| 6 Maio 1715                    | 1    |
| 29 Maio 1715                   | 4    |
| Dezembro 1715                  | 3    |
| Março 1717                     | 1    |
| Julho 1717                     | 2    |
| Novembro 1719                  | 9    |
| Setembro 1720                  | 2    |
| Consistórios de Clemente XI    | 51   |
| Junho 1721                     | 1    |
| Julho 1721                     | 1    |
| Consistórios de Inocêncio XIII | 2    |
| Total                          | 66   |

| Criado por                  | Cardeais | Por Cento |
| --------------------------- | -------- | --------- |
| Papa Clemente X (CX)        | 02       | 3,03 %    |
| Papa Inocêncio XI (IXI)     | 01       | 1,52 %    |
| Papa Alexandre VIII (AVIII) | 05       | 7,58 %    |
| Papa Inocêncio XII (IXII)   | 05       | 7,58 %    |
| Papa Clemente XI (CXI)      | 051      | 77,27 %   |
| Papa Inocêncio XIII (IXIII) | 02       | 3,03 %    |
| Total                       | 66       | 100 %     |

### Cardeais Bispos
| Nº | Nome                           | Consistório    | Papa  |
| -- | ------------------------------ | -------------- | ----- |
| 1  | Sebastiano Antonio Tanara      | Dezembro 1695  | IXII  |
| 2  | Vincenzo Maria Orsini, O.P.    | Fevereiro 1672 | CX    |
| 3  | Francesco del Giudice          | Fevereiro 1690 | AVIII |
| 4  | Fabrizio Paolucci              | Julho 1697     | IXII  |
| 5  | Francesco Pignatelli, C.R.     | Dezembro 1703  | CXI   |
| 6  | Francesco Barberini il Giovane | Novembro 1690  | AVIII |

### Cardeais Presbíteros
| Nº | Nome                                       | Consistório   | Papa  |
| -- | ------------------------------------------ | ------------- | ----- |
| 7  | Giacomo Boncompagni                        | Dezembro 1695 | IXII  |
| 8  | Giuseppe Sacripante                        | Dezembro 1695 | IXII  |
| 9  | Lorenzo Corsini                            | Maio 1706     | CXI   |
| 10 | Francesco Acquaviva d'Aragona              | Maio 1706     | CXI   |
| 11 | Tommaso Ruffo                              | Maio 1706     | CXI   |
| 12 | Orazio Filippo Spada                       | Maio 1706     | CXI   |
| 13 | Filippo Antonio Gualterio                  | Maio 1706     | CXI   |
| 14 | Carlo Agostino Fabroni                     | Maio 1706     | CXI   |
| 15 | Pietro Priuli                              | Maio 1706     | CXI   |
| 16 | Giuseppe Vallemani                         | Maio 1706     | CXI   |
| 17 | Ulisse Giuseppe Gozzadini                  | Abril 1709    | CXI   |
| 18 | Annibale Albani                            | Dezembro 1711 | CXI   |
| 19 | Gianantonio Davia                          | Maio 1712     | CXI   |
| 20 | Agostino Cusani                            | Maio 1712     | CXI   |
| 21 | Giulio Piazza                              | Maio 1712     | CXI   |
| 22 | Antonio Felice Zondadari                   | Maio 1712     | CXI   |
| 23 | Armand Gaston Maximilien den Rohan-Soubise | Maio 1712     | CXI   |
| 24 | Giovanni Battista Tolomei, S.J.            | Maio 1712     | CXI   |
| 25 | Lodovico Pico della Mirandola              | Maio 1712     | CXI   |
| 26 | Giovanni Battista Bussi                    | Maio 1712     | CXI   |
| 27 | Pier Marcellino Corradini                  | Maio 1712     | CXI   |
| 28 | Benedetto Erba-Odescalchi                  | Maio 1713     | CXI   |
| 29 | Henri Pons de Thiard de Bissy              | 29 Maio 1715  | CXI   |
| 30 | Innico Caracciolo, iuniore                 | 29 Maio 1715  | CXI   |
| 31 | Bernardino Scotti                          | 29 Maio 1715  | CXI   |
| 32 | Giovanni Patrizi                           | Dezembro 1715 | CXI   |
| 33 | Nicola Gaetano Spinola                     | Dezembro 1715 | CXI   |
| 34 | Giberto Bartolomeo Borromeo                | Março 1717    | CXI   |
| 35 | Giorgio Spinola                            | Novembro 1719 | CXI   |
| 36 | Cornélio Bentivoglio                       | Novembro 1719 | CXI   |
| 37 | Luis Antonio Belluga y Moncada, C.O.       | Novembro 1719 | CXI   |
| 38 | José Pereira de Lacerda                    | Novembro 1719 | CXI   |
| 39 | Giovanni Battista Salerni, S.J.            | Novembro 1719 | CXI   |
| 40 | Giovanni Francesco Barbarigo               | Novembro 1719 | CXI   |
| 41 | Carlos de Borja y Centellas                | Setembro 1720 | CXI   |
| 42 | Álvaro Cienfuegos Villazón, S.J.           | Setembro 1720 | CXI   |
| 43 | Bernardo Maria Conti, O.S.B.Cas.           | Junho 1721    | IXIII |

### Cardeais Diáconos
| Nº | Nome                               | Consistório    | Papa  |
| -- | ---------------------------------- | -------------- | ----- |
| 44 | Benedetto Pamphilj, O.S.Io.Hieros. | Setembro 1681  | IXI   |
| 45 | Pietro Ottoboni                    | Novembro 1689  | AVIII |
| 46 | Giuseppe Renato Imperiali          | Fevereiro 1690 | AVIII |
| 47 | Lorenzo Altieri                    | Novembro 1690  | AVIII |
| 48 | Carlo Colonna                      | Maio 1706      | CXI   |
| 49 | Curzio Origo                       | Maio 1712      | CXI   |
| 50 | Melchior de Polignac               | Maio 1712      | CXI   |
| 51 | Fabio Olivieri                     | 6 Maio 1715    | CXI   |
| 52 | Carlo Maria Marini                 | 29 Maio 1715   | CXI   |
| 53 | Giulio Alberoni                    | Julho 1717     | CXI   |
| 54 | Alessandro Albani                  | Julho 1721     | IXIII |

## Ausentes

### Cardeais Presbíteros
| Nº | Nome                                             | Consistório   | Papa |
| -- | ------------------------------------------------ | ------------- | ---- |
| 1  | Galeazzo Marescotti                              | Maio 1675     | CX   |
| 2  | Louis-Antoine de Noailles                        | Junho 1700    | IXII |
| 3  | Lorenzo Maria Fieschi                            | Maio 1706     | CXI  |
| 4  | Christian August von Sachsen-Zeitz               | Maio 1706     | CXI  |
| 5  | Nuno da Cunha e Ataíde                           | Maio 1712     | CXI  |
| 6  | Wolfgang Hannibal von Schrattenbach              | Maio 1712     | CXI  |
| 7  | Damian Hugo Philipp von Schönborn Bushein        | Janeiro 1713  | CXI  |
| 8  | Nicolò Caracciolo                                | Dezembro 1715 | CXI  |
| 9  | Imre Csáky                                       | Julho 1717    | CXI  |
| 10 | Léon Potier de Gesvres                           | Novembro 1719 | CXI  |
| 11 | Thomas Philip Wallrad d'Alsace-Boussut de Chimay | Novembro 1719 | CXI  |
| 12 | Michael Friedrich Althan                         | Novembro 1719 | CXI  |